# Max-Planck-Gymnasium (Düsseldorf)
Das Max-Planck-Gymnasium Düsseldorf (MPG) ist ein städtisches Gymnasium im Düsseldorfer Stadtteil Stockum. Die Schule hat einen naturwissenschaftlich-mathematischen Schwerpunkt. Benannt ist sie nach dem Physik-Nobelpreisträger Max Planck.

## Geschichte

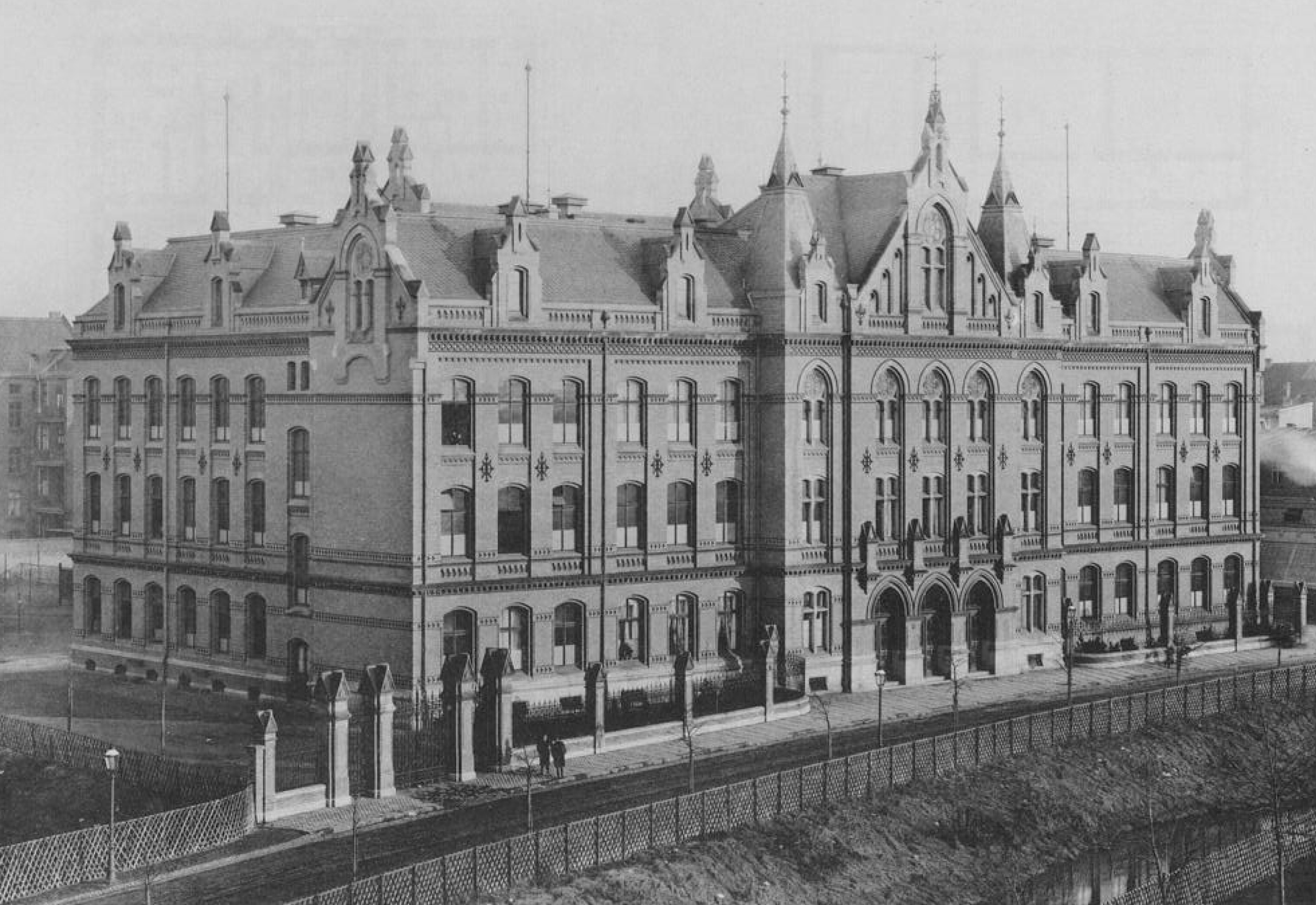
Städtische Realschule an der Prinz-Georg-Straße (1896)

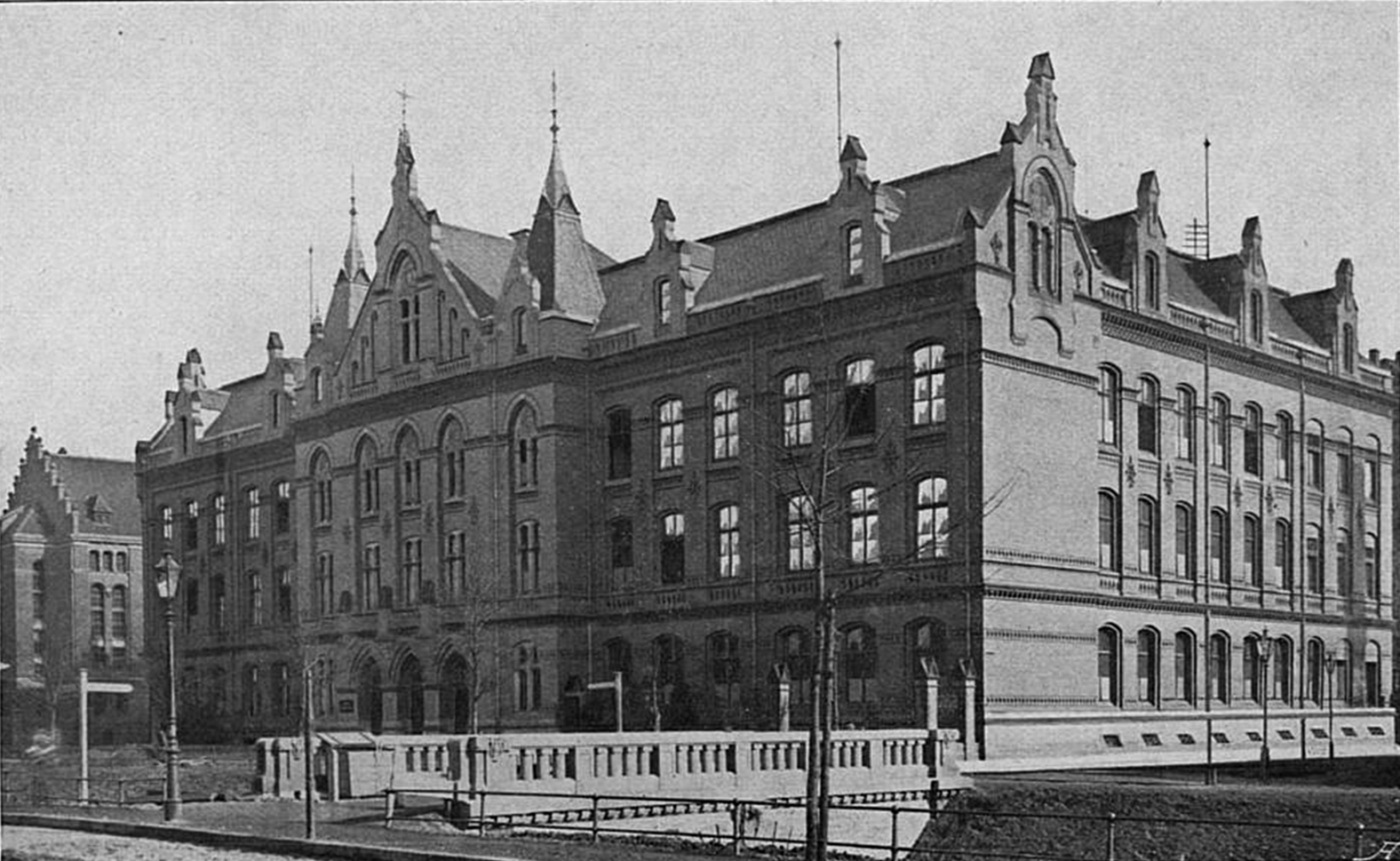
Schulgebäude des Königlichen Prinz-Georg-Gymnasiums (erbaut 1896), um 1907

Die Schule, vormals „Städtische Realschule an der Prinz-Georg-Straße“ unter der Leitung von Jakob Masberg, erhielt 1904 unter der Leitung von Johannes Leitritz die Berechtigung zur Oberrealschule. 1905 übernahm Lambert Gerber stellvertretend die Schulleitung, da Leitritz die Schulleitung des Städtischen Realgymnasium und Gymnasium an der Klosterstraße übernahm. Ostern 1905 erreichten 40 Schüler und 1906 28 Schüler die Reifeprüfung (Abitur). Mit Gründung des Reformgymnasiums erhielt die Schule unter der Leitung von Rudolf Münch (1875–1957) 1906 zu Ehren des Prinzen Georg von Preußen den Namen Königliches Prinz-Georg-Gymnasium.
Unter Karl Knaut erfolgte 1947 die Umbenennung in Max-Planck-Gymnasium, wobei der Namensgeber noch kurz vor seinem Tod dieser Ehrung zustimmte. Bis zur kriegsbedingten Zerstörung des ursprünglichen Schulgebäudes 1944 war das Gymnasium an der Prinz-Georg-Straße in Pempelfort gelegen.
Der heutige Gebäudekomplex an der Koetschaustraße in Stockum wurde 1956 bezogen und in den folgenden Jahrzehnten beständig erweitert. Ursprünglich ein reines Jungen-Gymnasium, wurde das MPG ab 1973 auch für Schülerinnen geöffnet.
Auf dem ehemaligen Sportplatz des Max-Planck-Gymnasiums wurde 2020 die Toni-Turek-Realschule eröffnet.

## Profil
Das MPG hat einen Schwerpunkt im naturwissenschaftlich-mathematischen Bereich und darf sich MINT-freundliche Schule nennen. Jedoch wird seit 2020 kein Informatikunterricht angeboten. Im Rahmen des schuleigenen Programms MPGplus wird z. B. eine Robotik-AG angeboten. Das MPG ist eine von wenigen Schulen in Deutschland, die über ein First-Tech-Challenge-Team verfügt.
Neben dem MINT-Schwerpunkt ist das MPG für seine z. T. preisgekrönten Schülerfirmen bekannt. Die Schülerfirma Max Oldschool erhielt 2016 im Rahmen des Programms Junior-Programme den Sonderpreis für die beste Website.

## Schulpartnerschaften
Es besteht eine Austauschpartnerschaft mit der DC Everest Senior High School in Wausau (Wisconsin, USA).
Des Weiteren findet jährlich ein Austausch im Rahmen des Französischunterrichts statt. Partnerschule ist ein Lycée in Reims.